# Bằng chứng thép IV
Bằng chứng thép IV (tên tiếng Anh: Forensics Heroes IV; tên tiếng Hoa: 法證先鋒IV; tên khác: Pháp chứng tiên phong IV) là bộ phim phá án, hình sự của Hồng Kông được ra mắt vào năm 2020 do TVB sản xuất. Bộ phim được giám chế bởi giám chế của 3 phần đầu - Mai Tiểu Thanh với sự tham gia của các diễn viên nổi tiếng như Huỳnh Hạo Nhiên, Đàm Tuấn Ngạn, Lý Thi Hoa, Trần Vỹ, Chu Thần Lệ, Trịnh Tuấn Hoằng,.... Đây là phần thứ 4 trong loạt phim Bằng chứng thép nhưng lại có nội dung, cốt truyện không liên quan đến hai phần 1, 2 và phần thứ 3 của nó.

## Bảng diễn viên

### Phòng hóa nghiệm Hong Kong (Hong Kong General Laboratory)
Lưu ý: Trên thực tế bộ chính phủ tương ứng là "Phòng hóa nghiệm chính phủ" (Government Laboratory)

#### Bộ sự vụ Pháp chứng
| Diễn viên              | Vai diễn       | Miêu tả |
| ---------------------- | -------------- | --- |
| Huỳnh Dật Hạo (thơ ấu) | Cao An         | Sếp Cao Nhà hóa nghiệm cao cấp Sinh năm 1984 Cấp trên của Thủy Tuệ Minh, Trạm Đình, Lâm Khải Thuần, Trần Hạo Vinh Đối tác, tri kỷ kiêm hàng xóm cũ của Văn Gia Hy Đối tác kiêm bạn tốt của Quách Huy Hoàng Hàng xóm cũ của Văn Gia Kỳ Bạn tốt kiêm hàng xóm cũ của Lý Thu Bạn trai của Hầu Mẫn Lê, ở tập 20 vì quyết định cùng bạn trai mối tình đầu Joseph bị ung thư thời kỳ cuối đi đoạn đường cuối cùng mà chia tay Đối tượng thầm mến của Từ Ý, ở tập 30 trở thành bạn trai của cô ấy, cũng tặng một đôi bông tai, sau đó có ý rằng món quà tiếp theo là một chiếc nhẫn Ở tập 27, đảm nhiệm vai trò khách mời của tiết mục phát sóng trực tiếp 《Tâm lý·Chân lý》 Tên đồng âm với: Go On Xem Nhà họ Cao, Vụ án tìm người thân ở Đài Loan |
| Huỳnh Hạo Nhiên        | Cao An         | Sếp Cao Nhà hóa nghiệm cao cấp Sinh năm 1984 Cấp trên của Thủy Tuệ Minh, Trạm Đình, Lâm Khải Thuần, Trần Hạo Vinh Đối tác, tri kỷ kiêm hàng xóm cũ của Văn Gia Hy Đối tác kiêm bạn tốt của Quách Huy Hoàng Hàng xóm cũ của Văn Gia Kỳ Bạn tốt kiêm hàng xóm cũ của Lý Thu Bạn trai của Hầu Mẫn Lê, ở tập 20 vì quyết định cùng bạn trai mối tình đầu Joseph bị ung thư thời kỳ cuối đi đoạn đường cuối cùng mà chia tay Đối tượng thầm mến của Từ Ý, ở tập 30 trở thành bạn trai của cô ấy, cũng tặng một đôi bông tai, sau đó có ý rằng món quà tiếp theo là một chiếc nhẫn Ở tập 27, đảm nhiệm vai trò khách mời của tiết mục phát sóng trực tiếp 《Tâm lý·Chân lý》 Tên đồng âm với: Go On Xem Nhà họ Cao, Vụ án tìm người thân ở Đài Loan |
| Trần Vỹ                | Thủy Tuệ Minh  | Queen, chị Queen Chủ nhiệm giám chứng khoa học Sinh năm 1981 Cấp dưới của Cao An Đồng nghiệp của Trạm Đình, Lâm Khải Thuần, Trần Hạo Vinh Bạn tốt của Văn Gia Hy, Cao Tĩnh, Hầu Mẫn Lê Chị em kiêm tình địch của Trương Kỷ Ninh, ở tập 16 phát hiện người này cùng Hạ Lập Duy phát sinh quan hệ mà phản bội, tập 23 làm hòa Bạn gái của Hạ Lập Duy, tập 16 phát hiện người này cùng Trương Ỷ Ninh phát sinh quan hệ mà chia tay Bạn tốt kiêm đối tượng thầm mến của Quách Huy Hoàng, tập 29 người này tỏ tình, nhưng vì khi còn nhỏ, người cha làm thanh tra của cô hi sinh vì nhiệm vụ sau sinh ra ám ảnh tuổi thơ mà chưa thể chấp nhận ngay lời tỏ tình, ở tập 30 trở thành bạn gái của anh cùng với kết hôn Ở tập 29 bị phạm nhân dùng dao bắt cóc, sau được Quách Huy Hoàng cứu Ở tập 30, cùng Quách Huy Hoàng truy đuổi nghi phạm đúng lúc ô tô nổ mạnh, may mắn không sao Xem Nhà họ Quách, Vụ án giết người bằng thuốc mê |
| Trịnh Tuấn Hoằng       | Trạm Đình      | Chủ nhiệm giám chứng khoa học Sinh năm 1989 Người thuê nhà của Quách Huy Hoàng Bạn chung nhà của Từ Ý Bạn tốt của Lâm Khải Thuần Bạn tốt của Cao Tĩnh, cũng thầm mến người này, tập 30 trở thành bạn trai Tên đồng âm với: Tạm đình (tạm dừng) |
| Chu Hối Lâm            | Lâm Khải Thuần | Ocean Chủ nhiệm giám chứng khoa học Cấp dưới của Cao An, Thủy Tuệ Minh Bạn tốt của Trạm Đình |
| Huỳnh Diệu Hoàng       | Trần Hạo Vinh  | Howard Kỹ thuật viên Cấp dưới của Cao An, Thủy Tuệ Minh |
| Trương Thi Hân         | Diệp Thúy Bình | Polly Thư ký Cấp dưới của Cao An, Thủy Tuệ Minh |

#### Khoa Pháp y
| Diễn viên       | Vai diễn   | Miêu tả |
| --------------- | ---------- | --- |
| Lý Thi Hoa      | Văn Gia Hy | Dr. Man, Gia Hy Bác sĩ cao cấp tổ pháp y Sinh năm 1986 Cấp trên của Tư Đồ Huân Đối tác, tri kỷ kiêm hàng xóm cũ của Cao An Đối tác kiêm bạn tốt của Quách Huy Hoàng Bạn tốt của Thủy Tuệ Minh, Hầu Mẫn Lê Bạn tốt kiêm hàng xóm cũ của Cao Tĩnh Cháu của Lý Thu Có tình cảm với Thi Kiến Hiền, tập 22 được người này tỏ tình, nhưng chưa chấp nhận ngay, tập 27 trở thành bạn gái của anh Ở tập 30 theo dõi Michael Mã ở trung tâm thương mại, bị người này phát hiện ở bãi đỗ xe trung tâm thương mại suýt bắn chết, sau được Thi Kiến Hiền cứu Xem Nhà họ Văn, Vụ án báo thù bằng bom máy bay không người lái |
| Trương Tử Phong | Tư Đồ Huân | Ivan, A Huân Bac sĩ tổ pháp y Cấp dưới của Văn Gia Hy |

### Lực lượng cảnh sát Hong Kong

#### Tổ trọng án khu vực Tây Cửu Long
| Diễn viên                   | Nhân vật        | Miêu tả |
| --------------------------- | --------------- | --- |
| Dung Thiên Hựu (Thanh niên) | Quách Huy Hoàng | Sếp Quách, sếp King, Quốc Vương Thanh tra cao cấp Sinh năm 1982 Cấp trên của Cao Tĩnh, Dư Vĩ Đỉnh, Mạc Kính Siêu, Đường Tâm Duyệt Chủ nhà của Từ Ý (Chris), Trạm Đình Đối tác kiêm bạn tốt của Cao An, Văn Gia Hy Bạn tốt của Thủy Tuệ Minh, cũng yêu thầm cô ấy, tập 29 tỏ tình, nhưng vì khi còn nhỏ người cha làm thanh tra của cô ấy hi sinh vì nhiệm vụ sau sinh ra ám ảnh tuổi thơ mà chưa thể tiếp nhận lời tỏ tình ngay, tập 30 trở thành bạn trai của cô ấy cùng kết hôn Ở tập 29 trong lúc truy đuổi phạm nhân bị dao làm thương tay phải, sau đó nổ súng bắn hắn trúng tay phải để cứu Thủy Tuệ Minh khỏi bắt cóc Ở tập 30 cùng Thủy Tuệ Minh truy đuổi nghi phạm đúng lúc ô tô nổ mạnh, may mắn chỉ bị thương ngoài da Xem Nhà họ Quách |
| Đàm Tuấn Ngạn               | Quách Huy Hoàng | Sếp Quách, sếp King, Quốc Vương Thanh tra cao cấp Sinh năm 1982 Cấp trên của Cao Tĩnh, Dư Vĩ Đỉnh, Mạc Kính Siêu, Đường Tâm Duyệt Chủ nhà của Từ Ý (Chris), Trạm Đình Đối tác kiêm bạn tốt của Cao An, Văn Gia Hy Bạn tốt của Thủy Tuệ Minh, cũng yêu thầm cô ấy, tập 29 tỏ tình, nhưng vì khi còn nhỏ người cha làm thanh tra của cô ấy hi sinh vì nhiệm vụ sau sinh ra ám ảnh tuổi thơ mà chưa thể tiếp nhận lời tỏ tình ngay, tập 30 trở thành bạn trai của cô ấy cùng kết hôn Ở tập 29 trong lúc truy đuổi phạm nhân bị dao làm thương tay phải, sau đó nổ súng bắn hắn trúng tay phải để cứu Thủy Tuệ Minh khỏi bắt cóc Ở tập 30 cùng Thủy Tuệ Minh truy đuổi nghi phạm đúng lúc ô tô nổ mạnh, may mắn chỉ bị thương ngoài da Xem Nhà họ Quách |
| Lý Dịch Du (thơ ấu)         | Cao Tĩnh        | A Tĩnh, Madam Cảnh trưởng Sinh năm 1992 Cấp dưới của Quách Huy Hoàng Cấp trên của Dư Vĩ Đỉnh, Mạc Kính Siêu, Đường Tâm Duyệt Bạn tốt kiêm hàng xóm cũ của Văn Gia Hy Bạn tốt của Thủy Tuệ Minh, Hầu Mẫn Lê Bạn bè kiêm hàng xóm cũ của Lý Thu Hàng xóm cũ của Văn Gia Kỳ Bạn tốt kiêm đối tượng thầm mến của Trạm Đình, tập 30 trở thành bạn gái của anh ấy Ở tập 24 được Michael Mã giúp đỡ truy đuổi nguy phạm, quá trình bị phát sóng trực tiếp và lan truyền nhanh trên mạng, hai người bị cư dân mạng phong làm "Nhất dũng CP" (Cặp đôi dũng cảm nhất) Ở tập 29 trong lúc đánh nhau với Michael Mã bị người này dùng dao đâm làm trọng thương và lấy súng, sau được đưa đi bệnh viện chữa trị, cuối cùng hồi phục Xem Nhà họ Cao               |
| Chu Thần Lệ                 | Cao Tĩnh        | A Tĩnh, Madam Cảnh trưởng Sinh năm 1992 Cấp dưới của Quách Huy Hoàng Cấp trên của Dư Vĩ Đỉnh, Mạc Kính Siêu, Đường Tâm Duyệt Bạn tốt kiêm hàng xóm cũ của Văn Gia Hy Bạn tốt của Thủy Tuệ Minh, Hầu Mẫn Lê Bạn bè kiêm hàng xóm cũ của Lý Thu Hàng xóm cũ của Văn Gia Kỳ Bạn tốt kiêm đối tượng thầm mến của Trạm Đình, tập 30 trở thành bạn gái của anh ấy Ở tập 24 được Michael Mã giúp đỡ truy đuổi nguy phạm, quá trình bị phát sóng trực tiếp và lan truyền nhanh trên mạng, hai người bị cư dân mạng phong làm "Nhất dũng CP" (Cặp đôi dũng cảm nhất) Ở tập 29 trong lúc đánh nhau với Michael Mã bị người này dùng dao đâm làm trọng thương và lấy súng, sau được đưa đi bệnh viện chữa trị, cuối cùng hồi phục Xem Nhà họ Cao               |
| Quách Tử Hào                | Dư Vĩ Đỉnh      | Đỉnh Thiếu Cảnh viên Cấp dưới của Quách Huy Hoàng, Cao Tĩnh |
| Hồ Bội                      | Mạc Kính Siêu   | Super Cảnh viên Cấp dưới của Quách Huy Hoàng, Cao Tĩnh |
| Dương Liễu Thanh            | Đường Tâm Duyệt | Đường Tâm Cảnh viên Cấp dưới của Quách Huy Hoàng, Cao Tĩnh |

#### Cảnh viên khác
| Diễn viên         | Nhân vật                  | Miêu tả |
| ----------------- | ------------------------- | --- |
| Hà Tấn Lạc        | Cảnh viên giám chứng      | |
| Lý Hiển Diệu      | Cảnh viên giám chứng      | |
| Giản Gia Kỳ       | Cảnh viên giám chứng      | |
| Lương Gia Tuấn    | Cảnh viên giám chứng      | |
| Huỳnh Nhuận Thành | Cảnh viên giám chứng      | |
| Trần Tiễn Hạo     | Cảnh viên mặc quân phục   | |
| Lâu Gia Hào       | Cảnh viên mặc quân phục   | |
| Huỳnh Khải Kỳ     | Cảnh viên mặc quân phục   | |
| Bành Tường Linh   | Cảnh viên mặc quân phục   | |
| Phạm Trọng Hằng   | Cảnh viên mặc thường phục | Ở tập 17 Team A nhiệm vụ bắt Lương Dịch Hán, danh sách xuất hiện năm cái tên Giang Tử Hoa, Quan Bách Lâm, Trần Ngạn Lãng, Triệu Vĩ Sâm và Mạc Di Lam, nhưng đi theo Cao Tĩnh (đội trưởng Team A, Chu Thần Lệ đóng) chỉ có bốn người, mà những tên này không xuất hiện ở cuối phim, cho nên không thể biết những tên này thuộc về ai. |
| La Vĩnh Kiện      | Cảnh viên mặc thường phục | Ở tập 17 Team A nhiệm vụ bắt Lương Dịch Hán, danh sách xuất hiện năm cái tên Giang Tử Hoa, Quan Bách Lâm, Trần Ngạn Lãng, Triệu Vĩ Sâm và Mạc Di Lam, nhưng đi theo Cao Tĩnh (đội trưởng Team A, Chu Thần Lệ đóng) chỉ có bốn người, mà những tên này không xuất hiện ở cuối phim, cho nên không thể biết những tên này thuộc về ai. |
| Trần Tĩnh Vân     | Cảnh viên mặc thường phục | Ở tập 17 Team A nhiệm vụ bắt Lương Dịch Hán, danh sách xuất hiện năm cái tên Giang Tử Hoa, Quan Bách Lâm, Trần Ngạn Lãng, Triệu Vĩ Sâm và Mạc Di Lam, nhưng đi theo Cao Tĩnh (đội trưởng Team A, Chu Thần Lệ đóng) chỉ có bốn người, mà những tên này không xuất hiện ở cuối phim, cho nên không thể biết những tên này thuộc về ai. |
| Đinh Lạc Tư       | Cảnh viên mặc thường phục | Ở tập 17 Team A nhiệm vụ bắt Lương Dịch Hán, danh sách xuất hiện năm cái tên Giang Tử Hoa, Quan Bách Lâm, Trần Ngạn Lãng, Triệu Vĩ Sâm và Mạc Di Lam, nhưng đi theo Cao Tĩnh (đội trưởng Team A, Chu Thần Lệ đóng) chỉ có bốn người, mà những tên này không xuất hiện ở cuối phim, cho nên không thể biết những tên này thuộc về ai. |

### Nhà họ Cao
| Diễn viên              | Nhân vật           | Miêu tả |
| ---------------------- | ------------------ | --- |
| Hà Vĩ Nghiệp           | Cao Văn Triết      | (1959 - 2011) Hiệu trưởng Chồng của Hứa Nhược Đồng Cha đã mất của Cao An, Cao Thiện (Mã Ái Vy), Cao Tĩnh Đã qua đời, chỉ xuất hiện trong hồi ức của Cao An và di ảnh |
| Chân Vịnh San          | Hứa Nhược Đồng     | (1963 - 1996) Vợ của Cao Văn Triết Mẹ đã mất của Cao An, Cao Thiện (Mã Ái Vy), Cao Tĩnh Vào năm 1996, khi Cao Thiện bị bắt cóc từng cố gắng cứu cô ấy, trong lúc đó gặp tai nạn giao thông, cuối cùng bị thương nặng qua đời Đã qua đời, chỉ xuất hiện trong hồi ức của Cao An và di ảnh |
| Huỳnh Dật Hạo (thơ ấu) | Cao An             | Con trai trưởng của Cao Văn Triết, Hứa Nhược Đồng Anh của Cao Thiện (Mã Ái Vy), vào năm 1996 vì nhất thời sơ sẩy làm cho cô ấy bị bắt đi, cùng với thất lạc 23 năm, vào tập 26 nhận lại nhau Anh của Cao Tĩnh Một trong những người sáng lập tổ chức tìm người thân "Mong về nhà Homebound" Vào tập 14, được Từ Ý kể nội tình vụ bắt cóc liên quan đến Cao Thiện, và trả lại cái kẹp tóc mà Cao Thiện đưa cho cô Vào tập 16 trùng hợp gặp Từ Ý ở Đài Loan đang tìm kiếm Cao Thiện, sau chứng thực Cao Thiện chỉ là cùng tên họ với em gái của mình, tập 18 trở về Hong Kong Xem Bộ sự vụ Pháp chứng, Vụ án tìm kiếm người thân ở Đài Loan |
| Huỳnh Hạo Nhiên        | Cao An             | Con trai trưởng của Cao Văn Triết, Hứa Nhược Đồng Anh của Cao Thiện (Mã Ái Vy), vào năm 1996 vì nhất thời sơ sẩy làm cho cô ấy bị bắt đi, cùng với thất lạc 23 năm, vào tập 26 nhận lại nhau Anh của Cao Tĩnh Một trong những người sáng lập tổ chức tìm người thân "Mong về nhà Homebound" Vào tập 14, được Từ Ý kể nội tình vụ bắt cóc liên quan đến Cao Thiện, và trả lại cái kẹp tóc mà Cao Thiện đưa cho cô Vào tập 16 trùng hợp gặp Từ Ý ở Đài Loan đang tìm kiếm Cao Thiện, sau chứng thực Cao Thiện chỉ là cùng tên họ với em gái của mình, tập 18 trở về Hong Kong Xem Bộ sự vụ Pháp chứng, Vụ án tìm kiếm người thân ở Đài Loan |
| Chu Thần Lệ            | Cao Tĩnh           | Con gái thứ hai của Cao Văn Triết, Hứa Nhược Đồng Em gái của Cao An và Cao Thiện (Mã Ái Vy) Cấp dưới của Quách Huy Hoàng |
| Trương Hy Văn          | Cao Thiện/Mã Ái Vy | Tiếp viên hàng không Con gái của Cao Văn Triết, Hứa Nhược Đồng Em gái của Cao An, chị gái của Cao Tĩnh. Sau khi bị bắt cóc năm 6 tuổi đã bị mất trí nhớ. Em gái nuôi của Michael Mã Xuất hiện từ tập 25. Tập 26 nhận lại anh chị em với Cao An và Cao Tĩnh. |

### Các vụ án đơn vị

#### Vụ án giết người liên hoàn đoàn kịch Quảng (từ tập 1 - 4)
| Diễn viên       | Vai diễn          |
| --------------- | ----------------- |
| Mễ Tuyết        | Long Ánh Tuyết    |
| Tạ Hiền         | Long Triệu Thiên  |
| Trương Văn Từ   | Trương Thục Mẫn   |
| Lữ San          | Trình Quý Khanh   |
| Ngô Hương Luân  | Tiêu Quần         |
| Dương Chứng Hoa | Huỳnh Lập Cường   |
| Lâm Tử Siêu     | Huỳnh Thành Khang |
| Âu Ái Linh      | Hà Tú Lệ          |

#### Vụ án xác chết chú hề bãi đá/ Vụ án xác chết túi chân không (từ tập 4 - 8)
| Diễn viên         | Vai diễn                 |
| ----------------- | ------------------------ |
| Lục Thi Vận       | Ân Hồng (Scarlett)       |
| Hà Khánh Sinh     | Cha của Chí Nghiêu       |
| Huỳnh Trường Hưng | Hà Chí Nghiêu (Kelvin)   |
| Tạ Chỉ Luân       | Triệu Khiết Như          |
| Ôn Gia Vỹ         | Chu Hải Xuyên (Heo Rừng) |
| Trương Ngạn Bác   | Trần Sâm (Bánh Snack)    |
| Quan Vỹ Luân      | Triệu Vĩnh Thọ           |

#### Vụ án phim giả (từ tập 8 - 10)
| Diễn viên       | Vai diễn             |
| --------------- | -------------------- |
| Trịnh Hy Di     | Hầu Mẫn Lê (Monique) |
| Trần Thiếu Bang | Lê Tuấn Vũ           |
| Mạc Gia Cam     | Mạc Thiếu Hoa        |

#### Vụ án hài cốt trẻ em trong xi măng thôn Đại Sơn (từ tập 11 - 14)
| Diễn viên        | Vai diễn                  |
| ---------------- | ------------------------- |
| Cổ Minh Hoa      | Dương Minh Lễ/Đàm Dĩ Kiều |
| Lê Yến San       | Triệu Thái Lan            |
| Dương Triều Khải | Châu Hạo                  |
| Lý Long Cơ       | Hồ Trác Hanh              |
| Phùng Tố Ba      | Bà Dương                  |
| Phan Quán Lâm    | Daisy                     |

#### Vụ án báo thù bằng bom máy bay không người lái (từ tập 15 - 17)
| Diễn viên      | Vai diễn       |
| -------------- | -------------- |
| Trần Chí Kiện  | Lương Dịch Hán |
| Trần Tuấn Kiên | Huỳnh Lãng Lộc |

#### Vụ án giết người bằng nấm gây ảo giác (từ tập 15 - 18)
| Diễn viên   | Vai diễn         |
| ----------- | ---------------- |
| Chu Mẫn Hãn | Phan Văn Lượng   |
| Ngô Gia Lạc | Lư Hiếu Đạt      |
| Lý Lệ Lệ    | Bà của Trình Đào |
| Hà Nhạn Thi | Lư Xảo Oánh      |
|             | Trình Đào        |

#### Vụ án tìm người thân ở Đài Loan (từ tập 16 - 17)
| Diễn viên     | Vai diễn  |
| ------------- | --------- |
| Bào Khởi Tịnh | Tô Phương |

#### Vụ án giết người bằng cách xúi giục người khác trên mạng (từ tập 19 - 21)
| Diễn viên      | Vai diễn               |
| -------------- | ---------------------- |
| Ngô Trác Hoành | Địch Gia Hiên          |
| Tô Ân Từ       | Mẹ của Địch Gia Hiên   |
|                | Trác Nam               |
|                | Nhiếp Chính Hoằng      |
| Huỳnh Đắc Sinh | Diêu Dật Đồng          |
|                | Phương Hạo Đức (Peter) |

#### Vụ án giết người bằng thuốc mê (từ tập 21 - 23)
| Diễn viên      | Vai diễn             |
| -------------- | -------------------- |
| Trịnh Tử Thành | Hạ Lập Duy (Louis)   |
| Khang Hoa      | Elaine Trương Ỷ Ninh |
| Lâm Kính Cương | Bác sĩ Ngũ           |

#### Vụ án nữ học sinh chết đuối lần hai (từ tập 23 - 24)
| Diễn viên      | Vai diễn         |
| -------------- | ---------------- |
| Dương Ngọc Mai | Phan Trác Phi    |
| Tăng Vĩ Quyền  | Cố Vĩnh Kiện     |
| Mạch Linh Linh | Hiệu trưởng Mạch |
|                | Hứa Vĩnh Chi     |

#### Vụ án giết người mô phỏng (từ tập 25 - 30)
| Diễn viên         | Vai diễn                        |
| ----------------- | ------------------------------- |
| Lý Mạn Phân       | Lý Huệ Châu                     |
| Trần Vĩnh Xương   | Viên Đông Lai                   |
| Trương Dĩnh Khang | Michael Mã                      |
| Tạ Tuyết Tâm      | Lý Thu                          |
| La Lan            | Triệu Thục Quyên                |
| Trương Hy Văn     | Cao Thiện/Mã Ái Vy              |
| Trần Mẫn Chi      | Lam Gia Mỹ/Nhân cách Lam Gia Di |